# Delirium World Tour
Il Delirium World Tour è la terza tournée della cantante britannica Ellie Goulding, intrapresa per promuovere il suo terzo album in studio, Delirium, pubblicato il 6 novembre 2015.
Costituito da due consistenti leg che hanno attraversato l'Europa principalmente e per la prima volta nella carriera della cantante anche il Nord America e l'Oceania per un totale di oltre 70 spettacoli, il tour ha toccato anche l'Italia, con un concerto tenutosi il 1º febbraio 2016 a Milano presso il Mediolanum Forum di Assago.

## Sviluppo
Nel settembre 2015, poco dopo comunicato l'arrivo imminente del suo terzo album in studio, Delirium, Ellie Goulding ha espresso il desiderio di intraprendere un'operazione promozionale estesa programmando un tour: ha infatti annunciato le prime trenta date europee distribuite in quindici Paesi. Nel Regno Unito, l'afflusso è tale che i biglietti per l'evento che si è tenuto alla O2 Arena di Londra vengono venduti in tempo record. Per riempire ulteriori richieste, una seconda data è stata quindi aggiunta per il giorno successivo nella stessa sede. Due mesi dopo, la cantante afferma di comprendere anche il continente nordamericano al suo progetto. In seguito a questo annuncio, vengono riportate le date di tre concerti in Canada e quaranta negli Stati Uniti.
Nel mese di gennaio 2016, pochi giorni dopo il ritorno da un viaggio in Norvegia, Ellie ha comunicato durante un'intervista al quotidiano britannico The Daily Telegraph che il viaggio l'ha aiutata molto ad entrare in pieno accordo con la sua mente e il suo corpo affermando inoltre di esser pronta ad iniziare l'anno con il tour.

## Scaletta

### Europa
Intro (Delirium)
1. Aftertaste
2. Holding on for Life
3. Goodness Gracious
4. We Can't Move to This
5. Outside
6. Devotion (versione acustica)

I Do What I Love / Only You (Video Interlude)
1. Keep on Dancin'
2. Don't Need Nobody

Heal (Interlude)
1. Explosions
2. Army
3. Lights (versione acustica) (non in Regno Unito)
4. Lost and Found (versione acustica)

Lost and Found / Figure 8 (Interlude)
1. Figure 8
2. On My Mind
3. Codes
4. Don't Panic
5. Something in the Way You Move
6. I Need Your Love
7. Burn

Encore
1. Anything Could Happen
2. Love Me like You Do

### Nord America
Intro (Delirium)
1. Aftertaste
2. Holding on for Life
3. Goodness Gracious
4. Something in the Way You Move
5. Outside
6. Devotion (versione acustica)

I Do What I Love / Only You (Video Interlude)
1. Keep on Dancin'
2. Don't Need Nobody

Heal (Interlude)
1. Explosions
2. When Doves Cry (cover di Prince) (solo in alcune date)
3. Lights (versione acustica)
4. Army
5. Lost and Found (versione acustica)

Lost and Found / Figure 8 (Interlude)
1. Figure 8
2. On My Mind
3. Codes
4. We Can't Move To This
5. I Need Your Love
6. Burn

Encore
1. Anything Could Happen
2. Love Me like You Do

### Oceania
Intro (Delirium)
1. Aftertaste
2. Holding on for Life
3. Something in the Way You Move
4. Outside
5. You My Everything
6. Devotion (versione acustica)

I Do What I Love (Video Interlude)
1. Keep on Dancin'
2. Don't Need Nobody

Heal (Interlude)
1. Explosions
2. Still Falling for You
3. Army
4. Lost and Found (versione acustica)

Lost and Found / Figure 8 (Interlude)
1. Figure 8
2. On My Mind
3. Codes
4. Don't Panic
5. Animal
6. I Need Your Love
7. Burn

Encore
1. Anything Could Happen
2. Love Me like You Do

## Artisti d'apertura
- Sara Hartman (Europa)[6]
- John Newman (Regno Unito)[7]
- LANY (Regno Unito)
- Years & Years (Maggior parte delle date in America del Nord)[8]
- The Knocks (Maggior parte delle date in America del Nord)
- Broods (Alcune date in America del Nord)
- Cedric Gervais (Alcune date in America del Nord)
- Bebe Rexha (Alcune date in America del Nord)
- Matt and Kim (Alcune date in America del Nord)
- Asta (Australia)

## Date
| Data              | Città               | Stato         | Luogo                                        | Artista d'apertura           |
| ----------------- | ------------------- | ------------- | -------------------------------------------- | ---------------------------- |
| Europa            |                     |               |                                              |                              |
| 21 gennaio 2016   | Amburgo             | Germania      | Barclaycard Arena                            | Sara Hartman                 |
| 22 gennaio 2016   | Berlino             | Germania      | Max-Schmeling-Halle                          | Sara Hartman                 |
| 23 gennaio 2016   | Varsavia            | Polonia       | Torwar Hall                                  | Sara Hartman                 |
| 25 gennaio 2016   | Francoforte         | Germania      | Jahrhunderthalle Frankfurt                   | Sara Hartman                 |
| 26 gennaio 2016   | Amsterdam           | Paesi Bassi   | Ziggo Dome                                   | Sara Hartman                 |
| 27 gennaio 2016   | Stoccarda           | Germania      | Porsche-Arena                                | Sara Hartman                 |
| 29 gennaio 2016   | Vienna              | Austria       | Wiener Stadthalle                            | Sara Hartman                 |
| 30 gennaio 2016   | Praga               | Rep. Ceca     | O2 Arena                                     | Sara Hartman                 |
| 1º febbraio 2016  | Milano              | Italia        | Mediolanum Forum                             | Sara Hartman                 |
| 2 febbraio 2016   | Monaco di Baviera   | Germania      | Olympiahalle                                 | Sara Hartman                 |
| 5 febbraio 2016   | Barcellona          | Spagna        | Pabellón Olímpico de Badalona                | Sara Hartman                 |
| 6 febbraio 2016   | Madrid              | Spagna        | Palacio de Vistalegre                        | Sara Hartman                 |
| 9 febbraio 2016   | Anversa             | Belgio        | Sportpaleis                                  | Sara Hartman                 |
| 25 febbraio 2016  | Parigi              | Francia       | Le Zénith Paris                              | Sara Hartman                 |
| 26 febbraio 2016  | Oberhausen          | Germania      | König Pilsener Arena                         | Sara Hartman                 |
| 28 febbraio 2016  | Zurigo              | Svizzera      | Hallenstadion                                | Sara Hartman                 |
| 29 febbraio 2016  | Esch-sur-Alzette    | Lussemburgo   | Rockhal                                      | Sara Hartman                 |
| 3 marzo 2016      | Stoccolma           | Svezia        | Globen                                       | Sara Hartman                 |
| 4 marzo 2016      | Oslo                | Norvegia      | Telenor Arena                                | Sara Hartman                 |
| 5 marzo 2016      | Copenaghen          | Danimarca     | Forum Copenaghen                             | Sara Hartman                 |
| 8 marzo 2016      | Cardiff             | Regno Unito   | Motorpoint Arena Cardiff                     | John Newman LANY             |
| 10 marzo 2016     | Liverpool           | Regno Unito   | Echo Arena Liverpool                         | John Newman LANY             |
| 12 marzo 2016     | Sheffield           | Regno Unito   | Sheffield Arena                              | John Newman LANY             |
| 13 marzo 2016     | Nottingham          | Regno Unito   | Capital FM Arena Nottingham                  | John Newman LANY             |
| 15 marzo 2016     | Leeds               | Regno Unito   | First Direct Arena                           | John Newman LANY             |
| 16 marzo 2016     | Newcastle upon Tyne | Regno Unito   | Metro Radio Arena                            | John Newman LANY             |
| 18 marzo 2016     | Glasgow             | Regno Unito   | The SSE Hydro                                | John Newman LANY             |
| 19 marzo 2016     | Manchester          | Regno Unito   | Manchester Evening News Arena                | John Newman LANY             |
| 21 marzo 2016     | Birmingham          | Regno Unito   | National Indoor Arena                        | John Newman LANY             |
| 24 marzo 2016     | Londra              | Regno Unito   | The O2 Arena                                 | John Newman LANY             |
| 25 marzo 2016     | Londra              | Regno Unito   | The O2 Arena                                 | John Newman LANY             |
| America del Nord  |                     |               |                                              |                              |
| 1º aprile 2016    | Vancouver           | Canada        | Rogers Arena                                 | Broods                       |
| 2 aprile 2016     | Seattle             | Stati Uniti   | KeyArena                                     | Broods                       |
| 3 aprile 2016     | Portland            | Stati Uniti   | Moda Center                                  | Broods                       |
| 5 aprile 2016     | Sacramento          | Stati Uniti   | Sacramento Memorial Auditorium               | Bebe Rexha The Knocks Broods |
| 6 aprile 2016     | San Jose            | Stati Uniti   | SAP Center at San Jose                       | Bebe Rexha The Knocks Broods |
| 8 aprile 2016     | Los Angeles         | Stati Uniti   | Staples Center                               | Bebe Rexha The Knocks Broods |
| 9 aprile 2016     | Las Vegas           | Stati Uniti   | Mandalay Bay Events Center                   | Bebe Rexha The Knocks Broods |
| 12 aprile 2016    | Broomfield          | Stati Uniti   | 1stBank Center                               | Bebe Rexha The Knocks Broods |
| 13 aprile 2016    | West Valley City    | Stati Uniti   | Maverik Center                               | Bebe Rexha The Knocks Broods |
| 16 aprile 2016    | Phoenix             | Stati Uniti   | Comerica Theatre                             | Bebe Rexha The Knocks Broods |
| 18 aprile 2016    | Grand Prairie       | Stati Uniti   | Verizon Theatre at Grand Prairie             | Bebe Rexha The Knocks Broods |
| 19 aprile 2016    | Cedar Park          | Stati Uniti   | Cedar Park Center                            | Bebe Rexha The Knocks Broods |
| 23 aprile 2016    | San Diego           | Stati Uniti   | Viejas Arena                                 | Bebe Rexha The Knocks Broods |
| 5 maggio 2016     | Saint Paul          | Stati Uniti   | Xcel Energy Center                           | Bebe Rexha The Knocks Broods |
| 6 maggio 2016     | Rosemont            | Stati Uniti   | Allstate Arena                               | Bebe Rexha The Knocks Broods |
| 7 maggio 2016     | Cleveland           | Stati Uniti   | Wolstein Center                              | Bebe Rexha The Knocks Broods |
| 9 maggio 2016     | Ypsilanti           | Stati Uniti   | EMU Convention Center                        | Bebe Rexha The Knocks Broods |
| 10 maggio 2016    | Columbus            | Stati Uniti   | LC Pavilion                                  | Bebe Rexha The Knocks Broods |
| 11 maggio 2016    | Bethlehem           | Stati Uniti   | Sands Bethlehem Events Center                | Bebe Rexha The Knocks Broods |
| 13 maggio 2016    | Pittsburgh          | Stati Uniti   | Stage AE                                     | Bebe Rexha The Knocks Broods |
| 14 maggio 2016    | Indianapolis        | Stati Uniti   | Farmers Bureau Insurance Lawn                | Bebe Rexha The Knocks Broods |
| 16 maggio 2016    | Saint Louis         | Stati Uniti   | Chaifetz Arena                               | Bebe Rexha The Knocks Broods |
| 17 maggio 2016    | Bonner Springs      | Stati Uniti   | Sleep Train Amphitheatre                     | Bebe Rexha The Knocks Broods |
| 18 maggio 2016    | Oklahoma City       | Stati Uniti   | Oklahoma Zoo Amphitheatre                    | Bebe Rexha The Knocks Broods |
| 20 maggio 2016    | Rogers              | Stati Uniti   | Walmart Arkansas Music Pavilion              | Bebe Rexha The Knocks Broods |
| 21 maggio 2016    | Houston             | Stati Uniti   | Toyota Center                                | Bebe Rexha The Knocks Broods |
| 2 giugno 2016     | Tampa               | Stati Uniti   | Amalie Arena                                 | Years & Years Cedric Gervais |
| 3 giugno 2016     | Miami               | Stati Uniti   | AmericanAirlines Arena                       | Years & Years Cedric Gervais |
| 4 giugno 2016     | Orlando             | Stati Uniti   | CFE Arena                                    | Years & Years Cedric Gervais |
| 6 giugno 2016     | Alpharetta          | Stati Uniti   | Verizon Wireless Amphitheatre at Encore Park | Years & Years Cedric Gervais |
| 7 giugno 2016     | Charleston          | Stati Uniti   | Volvo Cars Stadium                           | Years & Years Cedric Gervais |
| 9 giugno 2016     | Charlotte           | Stati Uniti   | Uptown Amphitheatre                          | Years & Years Cedric Gervais |
| 10 giugno 2016    | Raleigh             | Stati Uniti   | Red Hat Amphitheatre                         | Years & Years Cedric Gervais |
| 13 giugno 2016    | Columbia            | Stati Uniti   | Merriweather Post Pavilion                   | Years & Years Cedric Gervais |
| 14 giugno 2016    | Canandaigua         | Stati Uniti   | Constellation Brands Marvin Sands PAC        | Years & Years Cedric Gervais |
| 15 giugno 2016    | Boston              | Stati Uniti   | TD Garden                                    | Years & Years Cedric Gervais |
| 18 giugno 2016    | Montréal            | Canada        | Centre Bell                                  | Years & Years Cedric Gervais |
| 19 giugno 2016    | Toronto             | Canada        | Air Canada Centre                            | Years & Years Cedric Gervais |
| 21 giugno 2016    | New York            | Stati Uniti   | Madison Square Garden                        | Years & Years Cedric Gervais |
| Europa            |                     |               |                                              |                              |
| 30 giugno 2016    | Werchter            | Belgio        | Rock Werchter                                | Sara Hartman                 |
| 15 luglio 2016    | Salacgrīva          | Lettonia      | Positivus Festival                           | Sara Hartman                 |
| 17 luglio 2016    | Novi Sad            | Serbia        | EXIT                                         | Sara Hartman                 |
| Oceania           |                     |               |                                              |                              |
| 29 settembre 2016 | Christchurch        | Nuova Zelanda | Horncastle Arena                             | Openside                     |
| 1º ottobre 2016   | Auckland            | Nuova Zelanda | Vector Arena                                 | Openside                     |
| 5 ottobre 2016    | Brisbane            | Australia     | Riverstage                                   | Asta                         |
| 7 ottobre 2016    | Sydney              | Australia     | Allphones Arena                              | Asta                         |
| 8 ottobre 2016    | Melbourne           | Australia     | Rod Laver Arena                              | Asta                         |